# Literatura afrikaans
La Literatura afrikaans és la literatura feta a Sud-àfrica en afrikaans, una variant del neerlandès parlada per part dels colons blancs de Sud-àfrica i per la major part dels coloured.

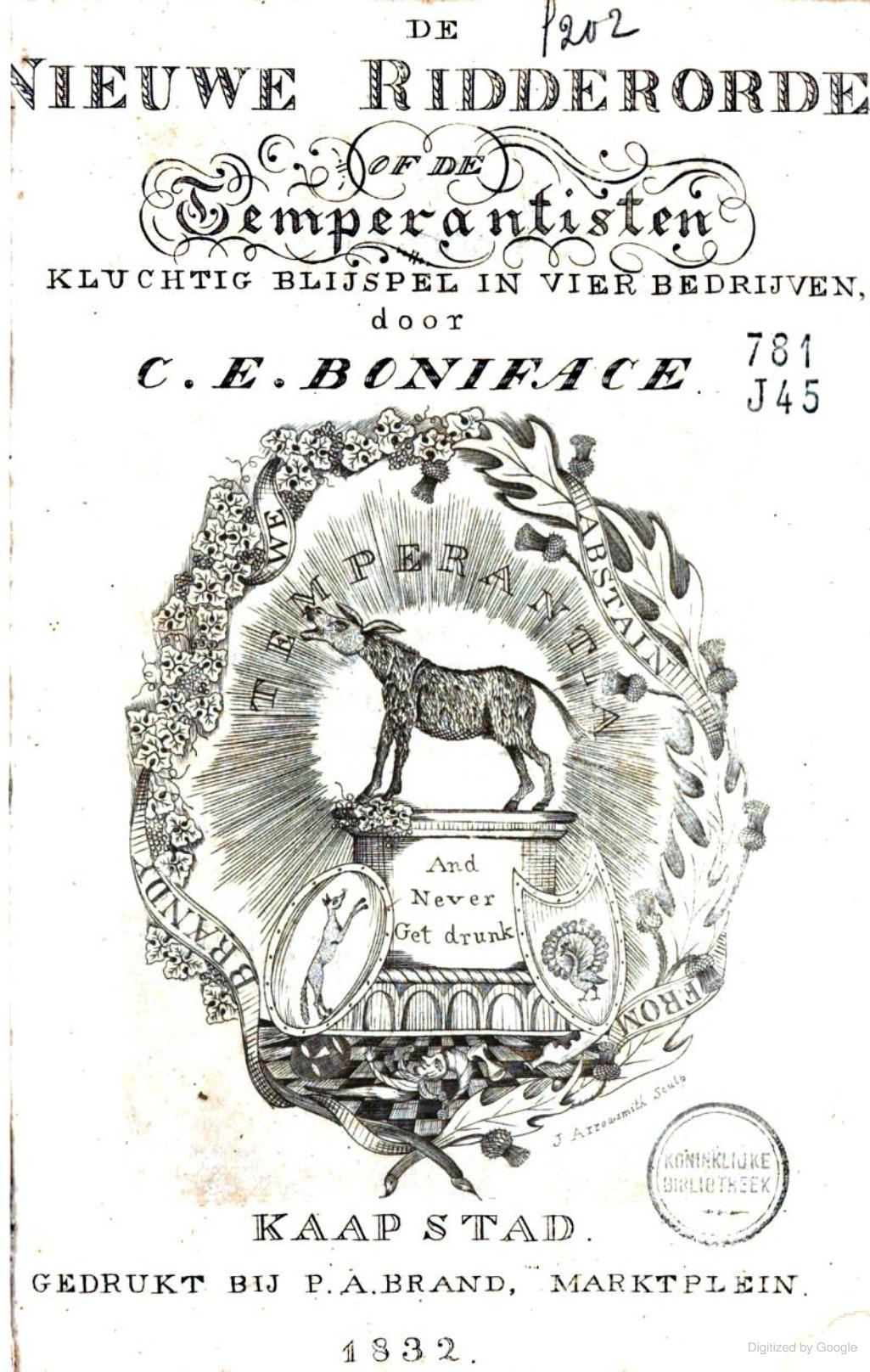
Nieuwe Riddersorde, de C.E. Boniface

## Primers testimonis
En el segle xviii només s'escriviren alguns diaris de colons i voortrekkers en neerlandès standart. De la boerentaal (llengua dels pagesos), primer nom que li donaren a l'afrikaans, era considerada una parla híbrida i ruda i els primers texts no aparegueren fins al 1825; el 1832 i el 1844 es van escriure alguns texts en hotentot-afrikaans per tal de fer riure, i també alguns kommando verse, poesia patriòtica de guerra. L'ús de l'afrikaans en literatura s'estrenà el 1832 quan C. E. Boniface va estrenar De temperantisten, peça en neerlandès però on els negres parlaven afrikaans.

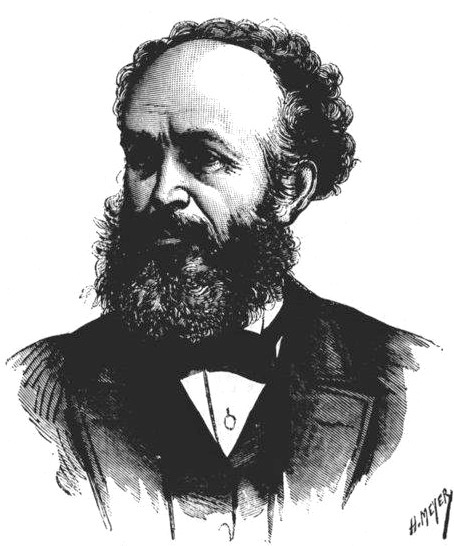
Stephanus Jacobus Du Toit

El 1872 Arnoldus Panevis (1832-1884) va proposar per primer cop traduir la Bíblia a l'afrikaans, una novetat per als calvinistes. Amb aquesta finaltiat es fundaria la Genootskap van Regte Afrikaners (Societat dels veritables afrikàners), dirigida pel pastor Jacobus Stephanus du Toit (1847-1911) fundador el 1875 el diari De Afrikaanse Patriot, portaveu de la societat.

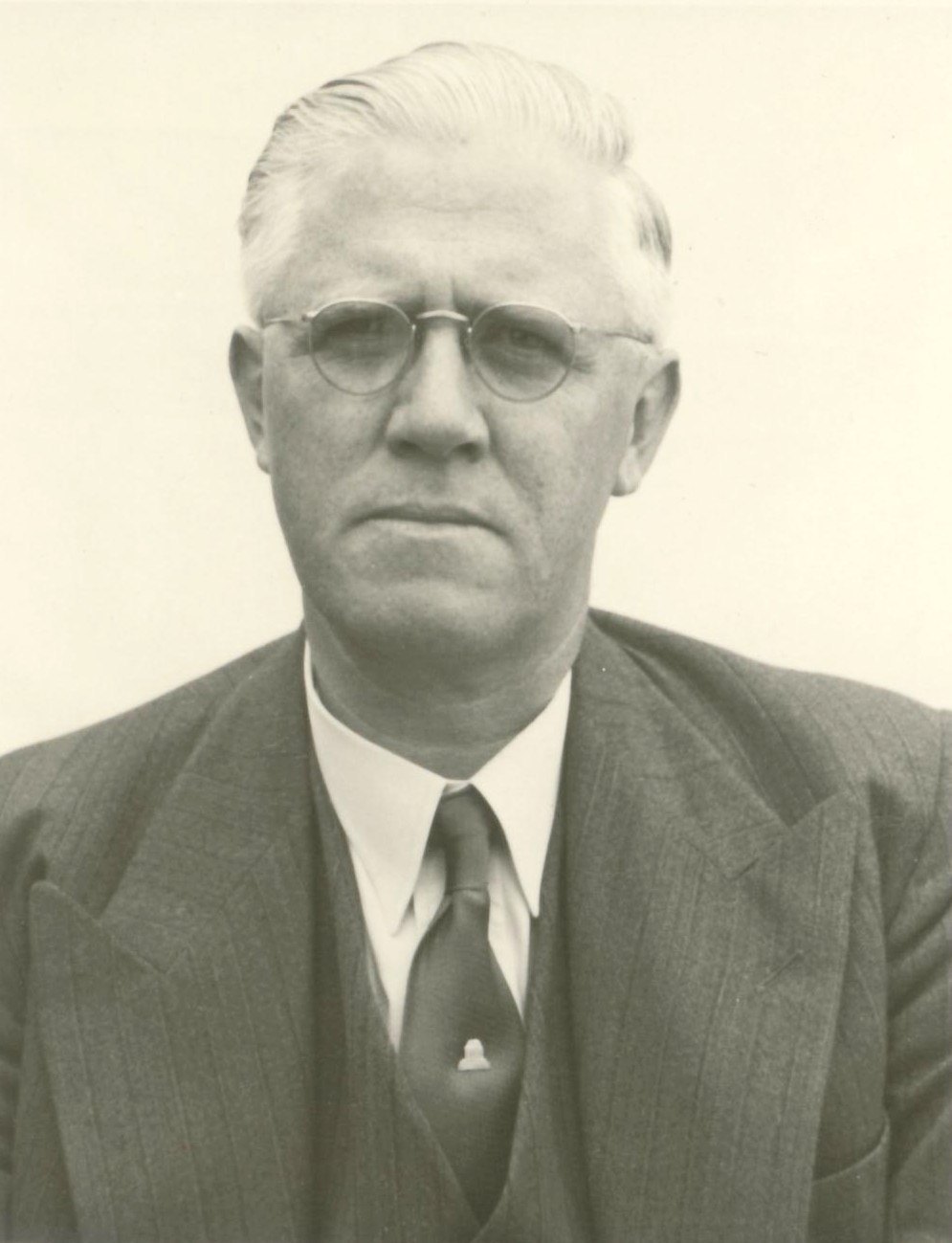
Pierre de Villiers Pienaar

## Estandardització literària
El 1896 es reuní a Die Paarl un Afrikaanse Taal Kongres (Conferència lingüística afrikàner), on Panevis i du Toit uniren forces i es formà la primera generació d'autors en afrikaans, en la qual destacarien el mateix du Toit,, autor de la novel·la Magreta Prinsloo, of liifde getrou tot in di dood (Margreta Prinsloo, o l'amor fidel fins a la mort, 1896), els narradors Casparus Petrus Hoogenhout (1843-1922), Jan Lion Cachet (1838-1922) amb Sewe duiwels en wat hullegedoen het (Els set diables i que hi podem fer, 1907), el president boer Frans Willem Reitz (1844-1934), Christian de Wet i Melt J. Brink (1842-1925). Més tard destacaren J. F. Oordt d'Arbez (1856-1918), J. H. Hofmeyr de Waal (1871-1937), J. G. Engela (1862-?), G. R. Von Wielligh (1859-1932) i J. Lub (1868-1926), narradors d'escàs valor literari, i el poeta H. H. Joubert (1874-?).

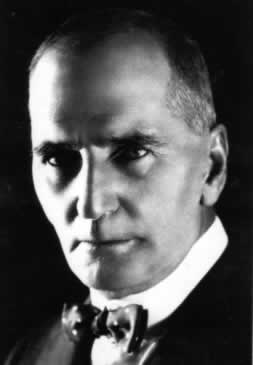
Eugene Nielen Marais

## El segle XX
El 1906 es va crear a El Cap l'Afrikaanse Taalgenotskap (Societat Lingüística Afrikàner), per Gustav Schoeman Preller (1875-1943), qui el 1908 patrocinarà la Zuid Afrikaanse Akademie. Els seus esforços combinats aconseguiren que l'afrikaans fos escollit com a voortaal per l'ensenyament a les escoles elementals i mitjanes, i com a assignatura a les universitats. Així el 1914 es crearia l’Afrikaanse Akademy, que el 1925 publicà un Diccionari de la Llengua Afrikàner.

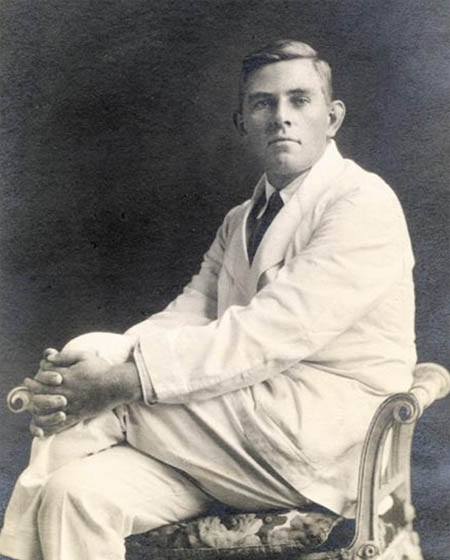
C. Louis Leipoldt

El 1916 es va crear l'Afrikaanse Studentenbond (Lliga d'Estudiants Afrikàners, ASB), que fomentarà l'inici de la traducció de la bíblia a l'afrikaans, de manera que el 1922 traduirien els Evangelis (dels quals en van vendre 70.000 exemplars el 1929) i el 1937 el saltiri. El 1929 es creà també la Federasie van Afrikaanse Kulturvereniging (Federació de Societats Culturals Afrikaners) per coordinar les reivindicacions lingüístiques. Així apareixen els primers autors de certa qualitat literària, com els poetes Jan François Elias Celliers (1865-1940) amb Die vlakte (La planura, 1908) i Martjie (1911) sobre la vida d'una boeredogter (filla de boer), Christian Frederick Louis Leitpold (1880-1947) amb Oom Gert vertel en ander digte (L'oncle Gert i altres històries, 1911), Eugene Nielen Marais (1871-1936), amb Winternag (Nit d'hivern, 1905), Cornelius Jakob Langenhoven (1873-1932) autor de l'himne sud-africà Die stem van Suid Afrika (La veu de Sud-àfrica), i Jakob Daniël du Toit Totius (1877-1953) fill de Jacobus Sebastian, amb els psalms Uit donker Afrika (La negra Àfrica) on s'enalteix l’ossewa (carro de bous dels colons); el narrador Jochim van Bruggen (1887-1957), amb la trilogia Ampie (1924-1942) i Daniel François Malherbe (1881-1969). Altres autors menors foren Joubert Reitz (1880-1919), fill del president boer, el narrador Gordon Tomlinson (1889-?), el satíric Reenes J. Van Reenen (1884-1935), E. De Roubaix (1880-?), el folklorista J. H. Kruger (1878-?), Dirk Mostert (1897-?), I. W. Van der Merwe Boerneef (1897-?), Johannes Friederich Wilhelm Grosskopf (1885-1943) i D. J. Goetzee.

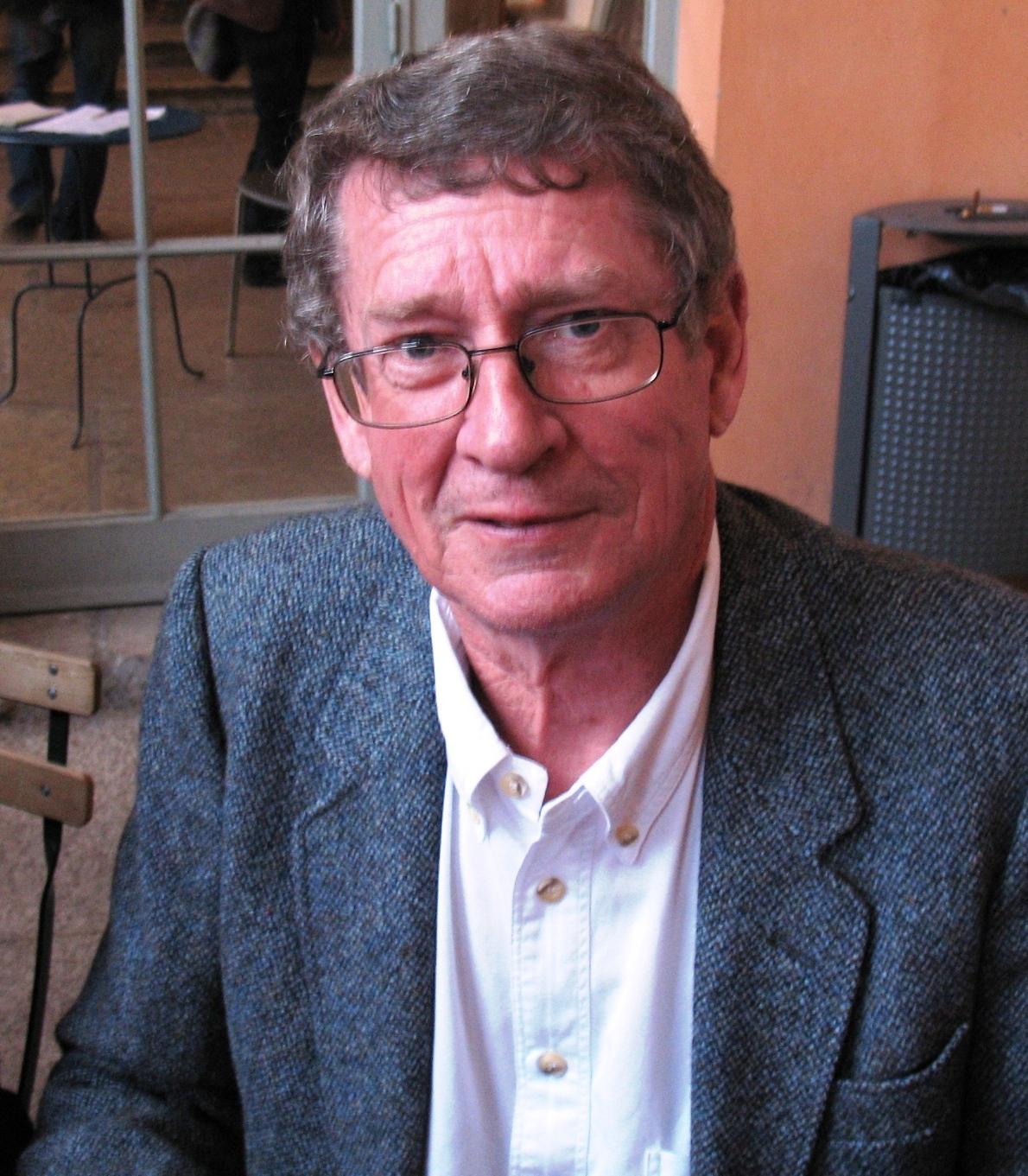
André Brink

En el segle XX han proliferat les revistes literàries en afrikaans, com Die Huisgenoot (El company de casa, 1916), Tydskrif vir Wetenskap en Kuns (Revista de Ciències i d'Arts, Bloemfontein 1922), Die Brandwag (La guàrdia del foc) a Pretòria (1910-1922) i Johannesburg (1937), Die Nuwe Brandwag a Pretòria (1939-1933), Ons Tydskrif (La nostra revista, 1933-1937) a Pretòria, Ons Eie Boek (El nostre llibre, 1935) a El Cap, Naweek (Els últims dies de la setmana, 1940), Jaarboek van Die Afrikaanse Skrywerskring (Almanac dels Escriptors afrikàners, 1936-1950) a Johannesburg i Tydskrif vir Letterkunde (1951) a Johannesburg.

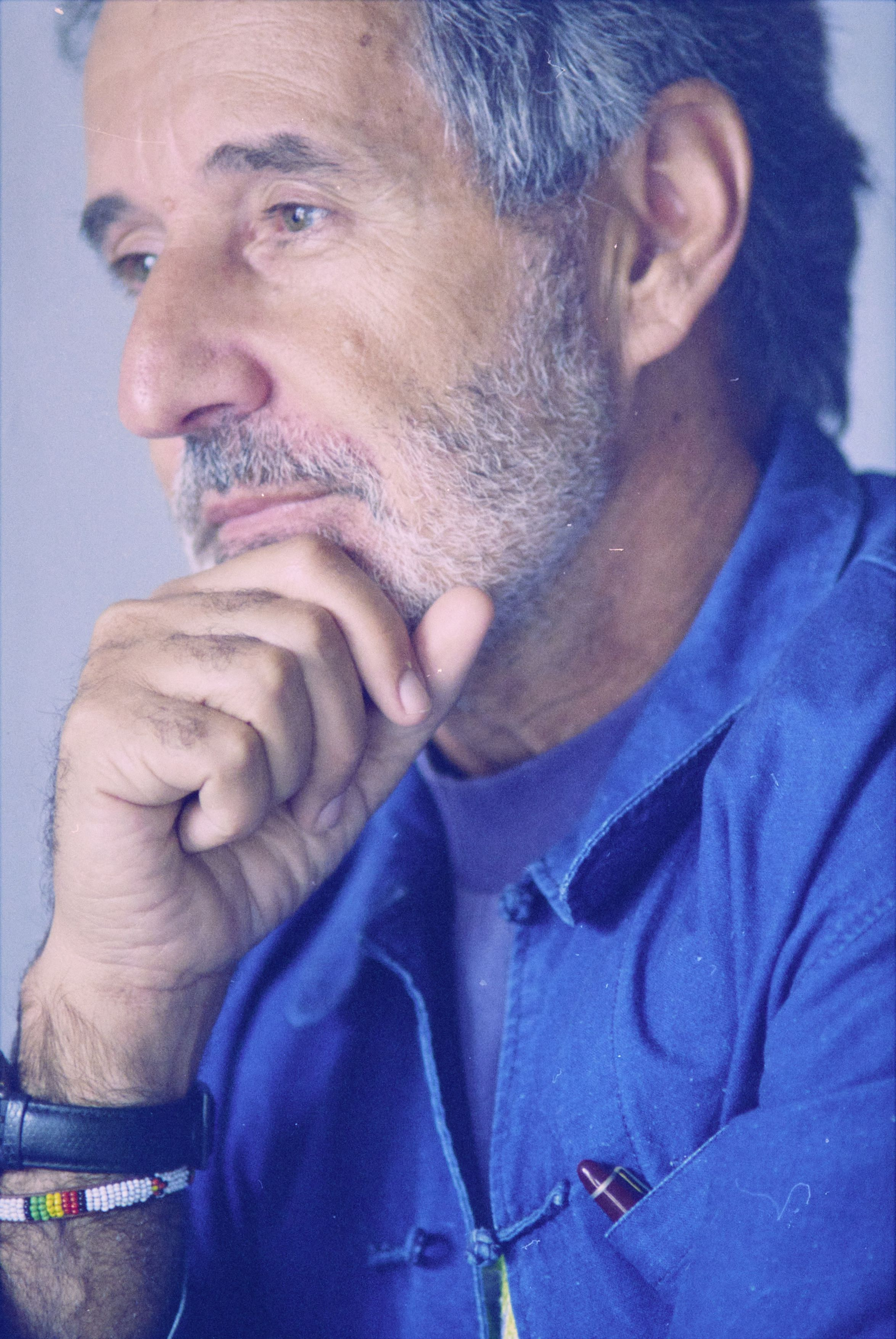
Breyten Breytenbach

Durant els anys trenta aparegué la primera generació literària de pes, coneguts com a dertigers (dels anys trenta), aglutinats al voltant de la revista Standpunte (Punts de vista), creada el 1945 per W. E. G. Louw. Els principals representants del corrent foren el poeta Izaak David du Plessis (1900-) amb Stryd (Lluita, 1935); el poeta més representatiu Nicolaas Petrus van Wyk Louw (1906-1970) amb Alleenspraak (Sol·liloqui, 1935), el seu germà Willem Ewart Gladstone Louw (1913-1979) autor dels poemes Die ryke dwaas (La riquesa del foll, 1934), Christian Mauritius van der Heever (1902-1957) amb les novel·les Droogte (Sequetat, 1930) i Laat vrugte (Fruites tardívoles, 1939); Hettie Smith (1908-1973); Dirk Johannes Opperman (1914-1985) amb els drames Periandros van Korinthe (1956) i Heilige beeste (Bèsties sagrades, 1943), Elizabeth Eybers (1915) i Uys Krige (1910-1987), amb el poemes Rooidag (Dia roig, 1940) i Die wit muur (El mur blanc, 1940).
Entre els autors menors d'aquella època destaquien Andries Gerhardus Visser (1878-1929), J. Van Melle (1887-1945), Leon Maré (1889-?), Abraham Jacobus Kootjie van der Heever, Marie Linde, Abraham Hendrick Jonker (1905-?); Andries Albertus Pienaar Sangiro (1894-1979) creador del gènere dierverhaal (contes amb protagonistes animals), com Diamant koors (Febre de diamants, 1926), Simba (1947), Op safari (1925), continuat pels germans S. Bormin Hobson (1888-?) i George Carey Hobson (1890-1945); Cristoffel Hermannus Kühn Mikro (1903-1968) qui analitza els kleurning (homes de color) a les novel·les Tooings (1934), Pelgrims (1935), Oeslande (Terres fèrtils, 1938) i Huurlinge (Mercenaris, 1940); Marie Rothman, els poetes A. D. Keet (1888-?), Frans Toon van der Heever (1894-1956); J. R. L. Van Bruggen Kleinjan (1895), S. Ignatius Mocke (1912), T. J. Haarhoff (1892-?); Henry Allan Fagan (1889), Willem J. Du Plooy Erlank Eitemal (1901-?); Pierre de Villiers Pienaar (1904), Holmer Johanssen (1915); Gottfred Heinrich Franz (1896-1956); l'assagista H. A. Mulder Willem Hessels i Theo Wassenaar (1892-) amb la traducció Edipos koning (1938).
El 1950-1960 es va publicar el Diccionari Afrikaans en quatre toms, i d'ençà del 1060 aparegué una nova generació d'escriptors, anomenats sestigers (dels anys seixanta) entre els quals destacaren Breyten Breytenbach (1939), el poeta més universal en afrikaans, amb Katastrofes (1964), Om te vlieg (1966), Kovevuur (Ganagrena, 1966), Voet skryf (Postdata, 1977), Seisoen in die paradys (Estació al paradís, 1982), però es casà amb una vietnamita, des dels vuitanta resideix exiliat a París, i ha deixat d'escriure en afrikaans com a protesta per la política de l'apartheid; André Brink (1935 – 2015) novel·lista influït per Jean-Paul Sartre i Albert Camus, amb Die ambassadeur (L'ambaixador, 1964), Kennis van die aand (Coneixença de la nit, 1974), i ‘n Droe wit seissoen (Una àrida estació blanca, 1979); Jan Rabié (1920-2001) amb Ons die fifgod (Nosaltres, l'ídol, 1958) novel·la antiracista; Etienne Leroux (1922-1989) amb Sewe dae by die Silbersteins (Set dies als Silbersteins, 1962), Karel Schoeman (1939), Wilma Stockenström (1933); Sarel Jacob Pretorius (1917), Elsa Joubert (1922); Willem Abraham de Klerk (1917-?) i François Alwyn Venter (1916-1997) amb Swart pelgrim.
Altres autors destacats són Adam Small (1936), Olga Kirsch (1924) amb Die seklig (El far, 1944) i Murie van die hart (Muralles del cor, 1948), Bartho Smith (1924), Ingrid Jonker (1933-1965), Sheila Cussons (1922-2004), Antjie Krog (1952), P. J. Haasbroek (1943) i B. Gilliland (1938-1962). Entre els darrers valors s'hi pot trobar Louisa Erasmus, autora de Duet van harstog (Duet de passió, 1995), primera novel·la eròtica en afrikaans.